# 雪月花 (銘菓)
雪月花（せつげっか）は、大分県大分市の銘菓で、もち米で作った薄いせんべいにゆず練を挟んだ菓子である。それぞれ雪・月・花をイメージした白・薄青・薄紅の三色をしている。
この菓子の菓子箱の装丁は、大分県出身の画家福田平八郎と彫刻家朝倉文夫とが、それぞれ絵を描き、題字を書いたものである。
大分市の橘柚庵古後老舗（きつゆあん こごろうほ）が製造・販売している。古後老舗は明治元年（1868年）に創業した老舗で、創業以来、雪月花と甘露柚練の2種の菓子のみを製造している。